# The Rasmus
The Rasmus là một ban nhạc rock Phần Lan thành lập tại Helsinki năm 1994 khi cả bốn thành viên đều đang còn là học sinh trung học. Trước khi ra album thứ 4 Into (2001) tên nhóm chỉ là Rasmus xong kể từ khi họ biết rằng cái tên Rasmus đã bị sử dụng bởi một DJ người Thụy Điển, nhóm đã đổi tên thành The Rasmus như hiện nay. Ca khúc In the shadow của ban nhạc đã được chương trình phát thanh âm nhạc Quick & Snow show chọn làm nhạc hiệu.

## Album

### Album phòng thu
| Năm  | Tên               | Record label                 |
| ---- | ----------------- | ---------------------------- |
| 1996 | Peep              | Warner Music Finland         |
| 1997 | Playboys          | Warner Music Finland         |
| 1998 | Hell of a Tester  | Warner Music Finland         |
| 2001 | Into              | Playground Music Scandinavia |
| 2003 | Dead Letters      | Playground Music Scandinavia |
| 2005 | Hide from the Sun | Playground Music Scandinavia |
| 2008 | Black Roses       | Playground Music Scandinavia |

### Album tổng hợp
| Năm  | Tên                  | Record label                 |
| ---- | -------------------- | ---------------------------- |
| 2001 | Hell of a Collection | Warner Music Finland         |
| 2009 | Best of 2001–2009    | Playground Music Scandinavia |